# Aztekium hintonii
Aztekium hintonii, conocida comúnmente como biznaga piedra del yeso, es una especie de planta suculenta perteneciente al género Aztekium, dentro de la familia Cactaceae. Es endémica del noreste de México.

## Descripción
Aztekium hintonii es una especie de cactus pequeño que normalmente crece de forma solitaria, aunque a veces lo podemos encontrar formando parte de pequeños grupos de varios individuos. Tiene un tallo que va de globular a cilíndrico corto o columnar, es de color verde oliva grisáceo y puede alcanzar los 20 cm de altura y 10 cm de diámetro.

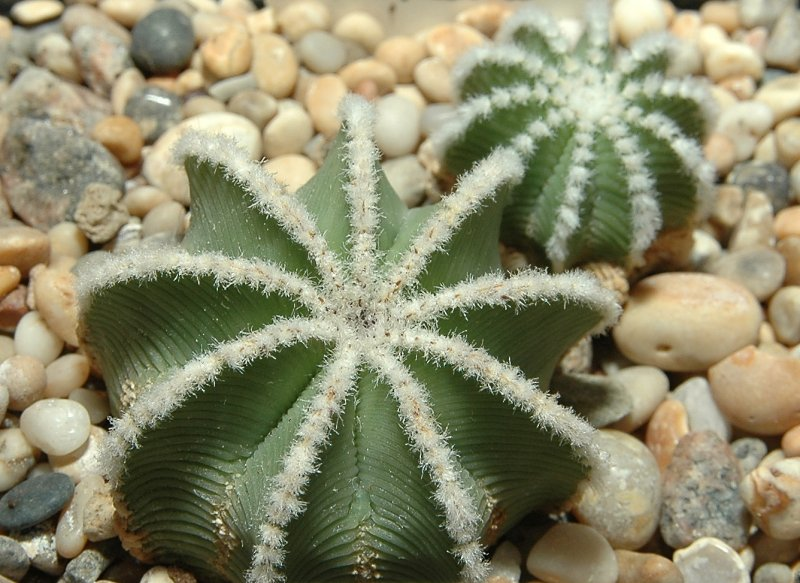
Porte de la planta

Tiene el ápice ligeramente lanoso y presenta de 10 a 15 costillas muy pronunciadas, con axilas de 6 a 12 mm de profundidad. Los surcos entre sus costillas están profundamente dentados y carecen de las costillas secundarias que si que encontramos Aztekium ritteri, y aunque comparte los surcos transversales, son más pequeños y están dispuestos de manera más simétrica.
A lo largo del borde de cada costilla encontramos numerosas areolas pequeñas, las cuales son lanosas en la juventud y se sitúan a 4 mm de distancia unas de otras. Presentan 3 espinas curvadas de hasta 1,3 cm de largo, de color blanco grisáceo y de corta duración. No se distinguen como centrales y radiales, y a menudo están ausentes en las areolas maduras, incluso en las areolas jóvenes son muy reducidas y frágiles.
Las flores son de color rosa y miden de 1 a 3 cm de diámetro. Los frutos aparecen en el ápice central y son alargados.

## Distribución y hábitat

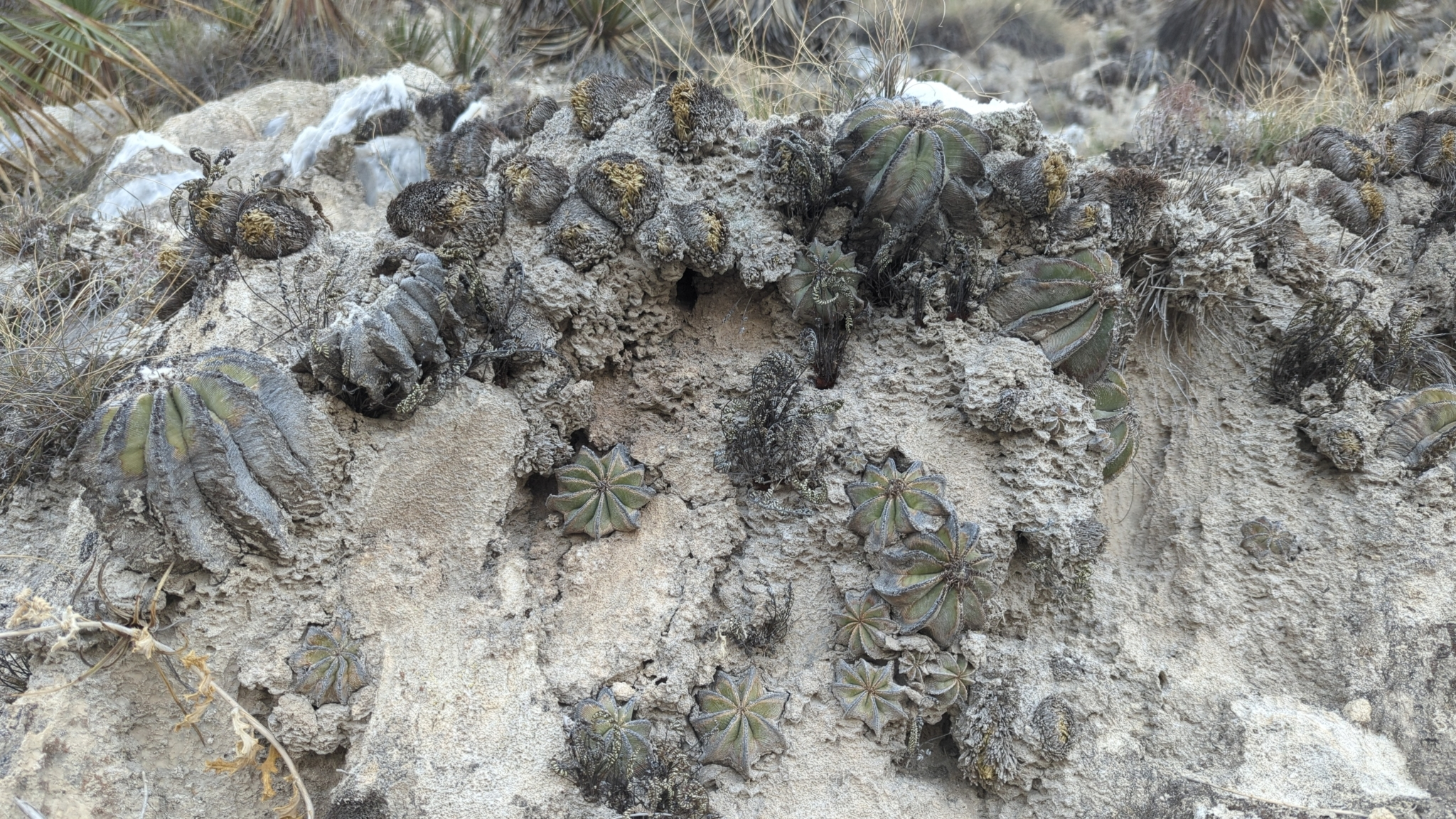
Planta en su hábitat

El área de distribución nativa de esta especie es el noreste de México (concretamente en los estados de Nuevo León y Tamaulipas) y crece principalmente en biomas desérticos o de matorrales secos, a unos 1100 - 1200 m sobre el nivel del mar. 
Concretamente viven enraizados entre las rocas, incluso a veces se adhieren a paredones casi verticales de cañones de yeso y piedra caliza. Eso sí, esta especie crece más expuesta al sol que Aztekium ritteri, que tiende a incrustarse profundamente en las paredes de los cañones. 

## Taxonomía
Aztekium hintoniiel fue descrita por los botánicos Charles Edward Glass y Walter Alfred Fitz Maurice y publicada por primera vez en la revista científica Cactáceas y suculentas mexicanas 37: 13 en 1992.

Etimología
- Aztekium: nombre genérico formado a partir de la palabra alemana Azteken (que significa 'aztecas') y el sufijo latino - ĭum (que se utiliza para formar nombres de géneros de plantas), ya que la forma de los cactus de este género recuerdan a las esculturas aztecas.[6]
- hintonii: epíteto específico otorgado en honor a George Sebastián Hinton, que fue quien descubrió la especie.[7]

## Estado de conservación
En la Lista Roja de Especies Amenazadas de la UICN, la especie está clasificada como “Casi Amenazada (NT)”.

## Importancia económica y cultural

### Cultivo
La especie se cultiva a menudo como planta ornamental, utilizando sustratos porosos y con un porcentaje alto de yeso (sulfato de calcio). Su propagación se realiza a través de semillas, aunque muchas veces se injertan para acelerar su crecimiento. De hecho, las plantas necesitan 12 años o más para alcanzar el tamaño de floración.

### Farmacología
Contiene sustancias activas (alcaloides) como hordenina, N-metiltiramina, anhalidina, mescalina, N,N-3,4-dimetoxi-fenetilamina, pellotina y 3-metoxitiramina.

## Galería

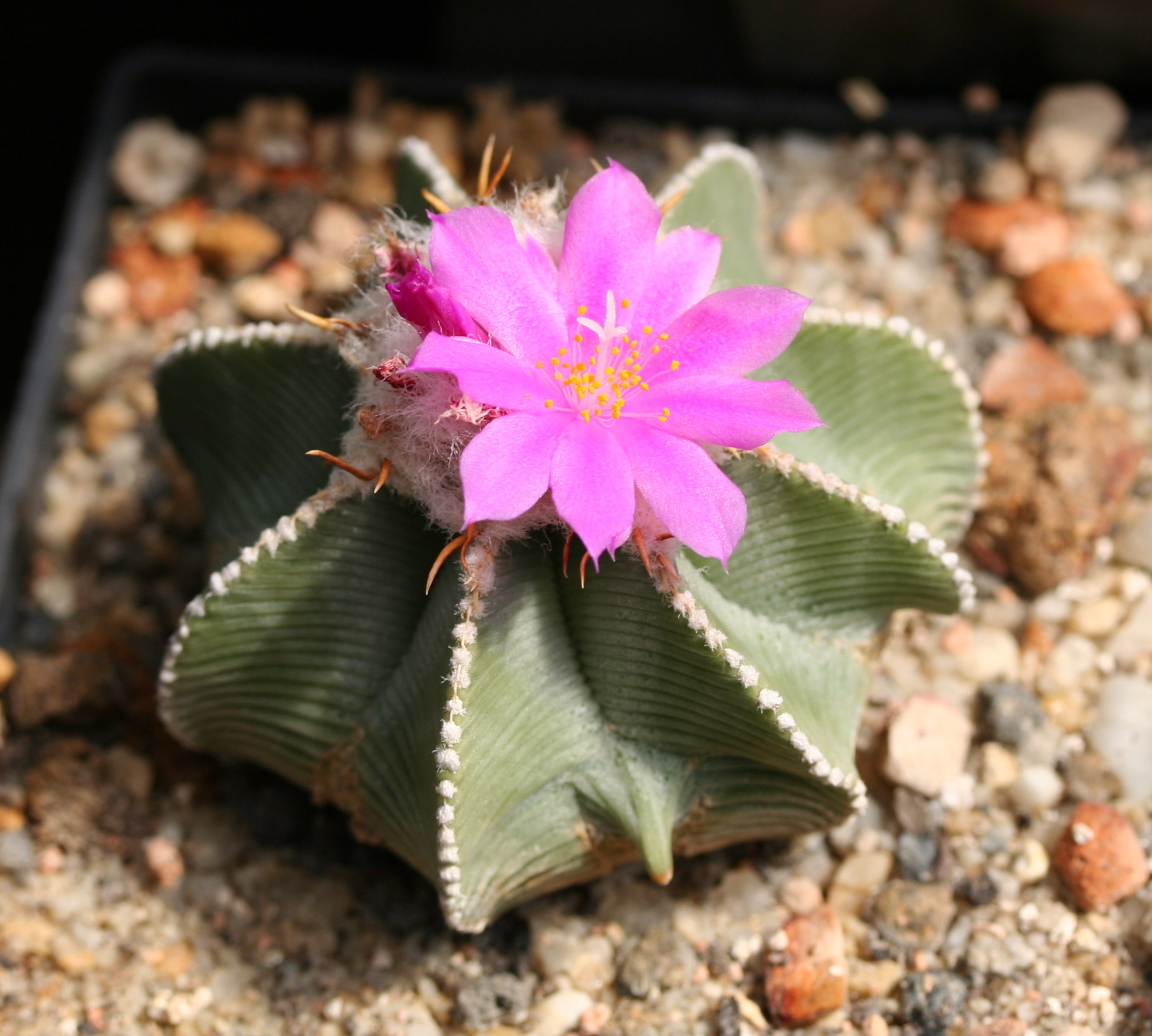
Planta en flor
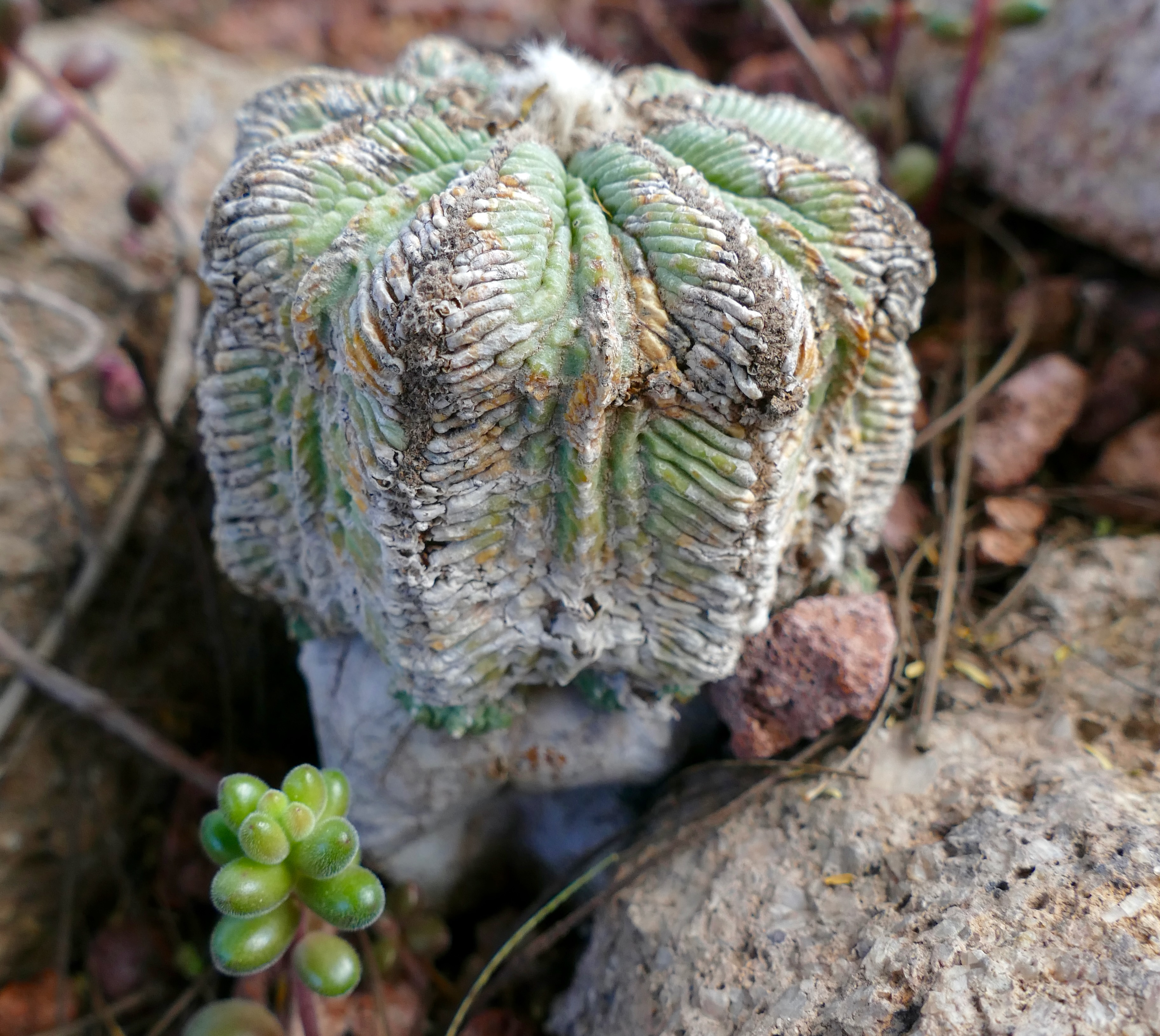
Planta en su hábitat
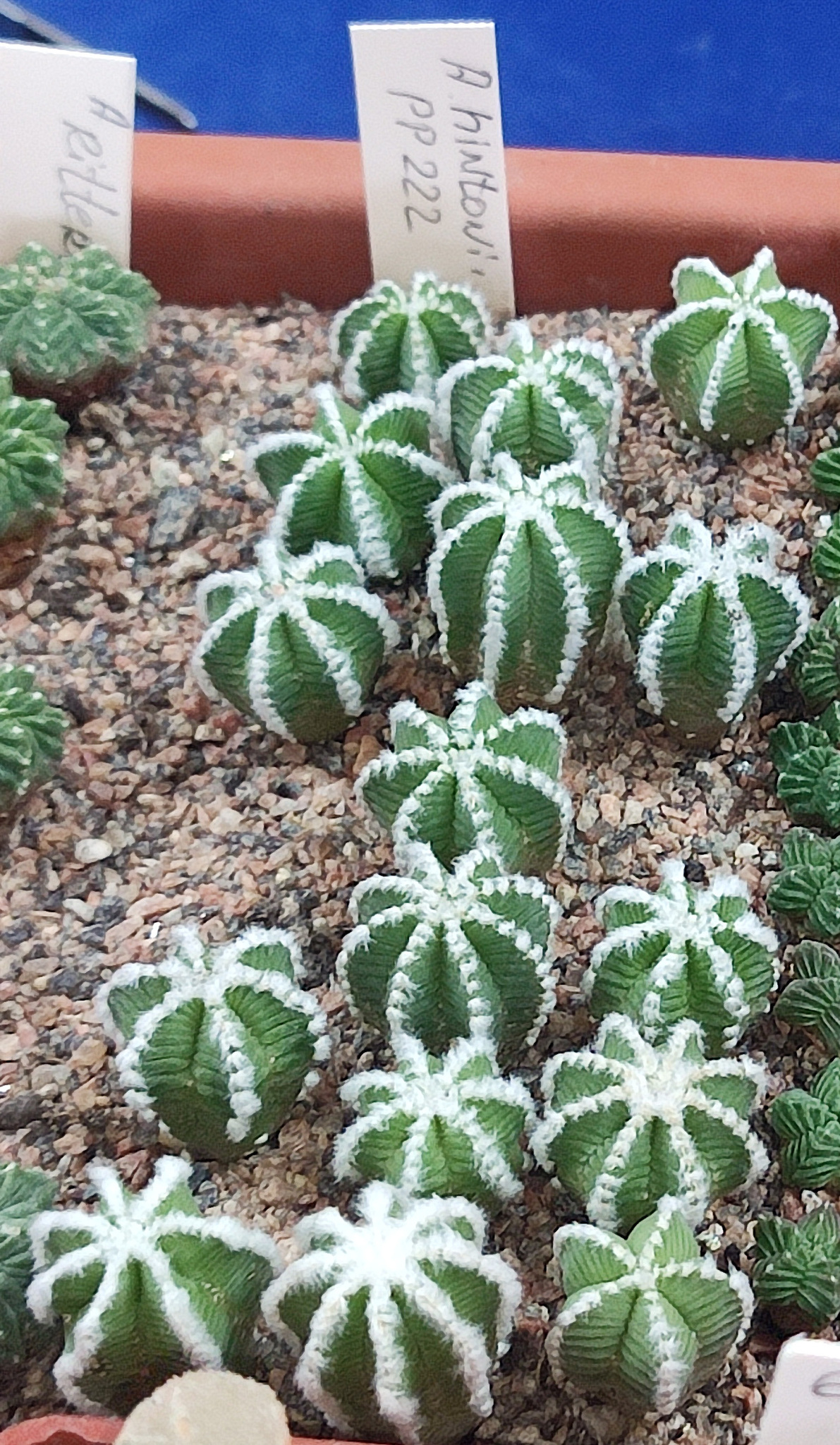
Plántulas en crecimiento
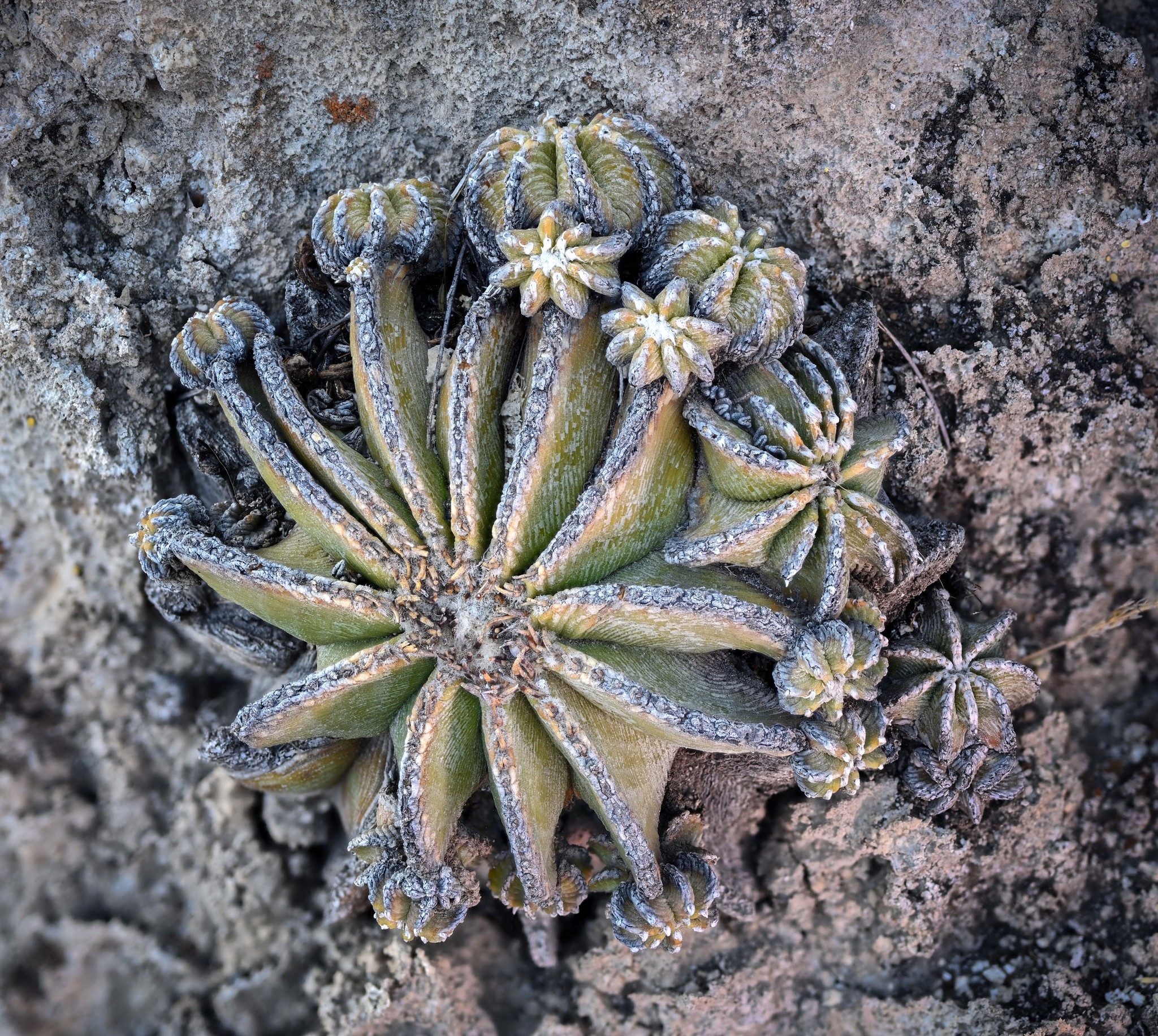
Planta rodeada de hijuelos
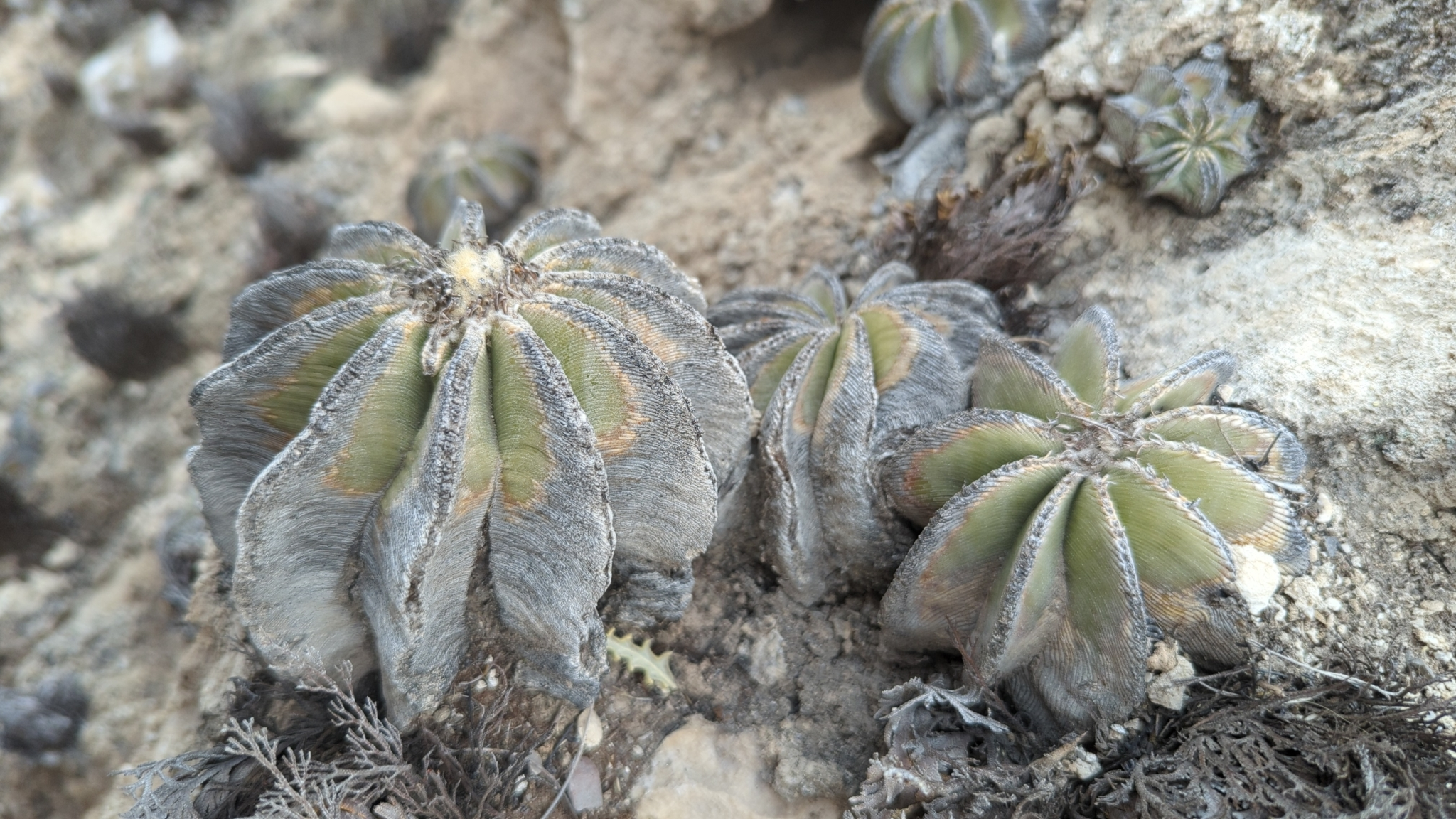
Porte de la planta